# Wolfville
Wolfville, anfangs Mud Creek genannt, ist eine kleine Stadt im Annapolis Valley, ungefähr 100 km nordwestlich der Provinzhauptstadt Halifax. Wolfville ist die Heimat der Acadia University und war die Heimat des Atlantic Theatre Festival.

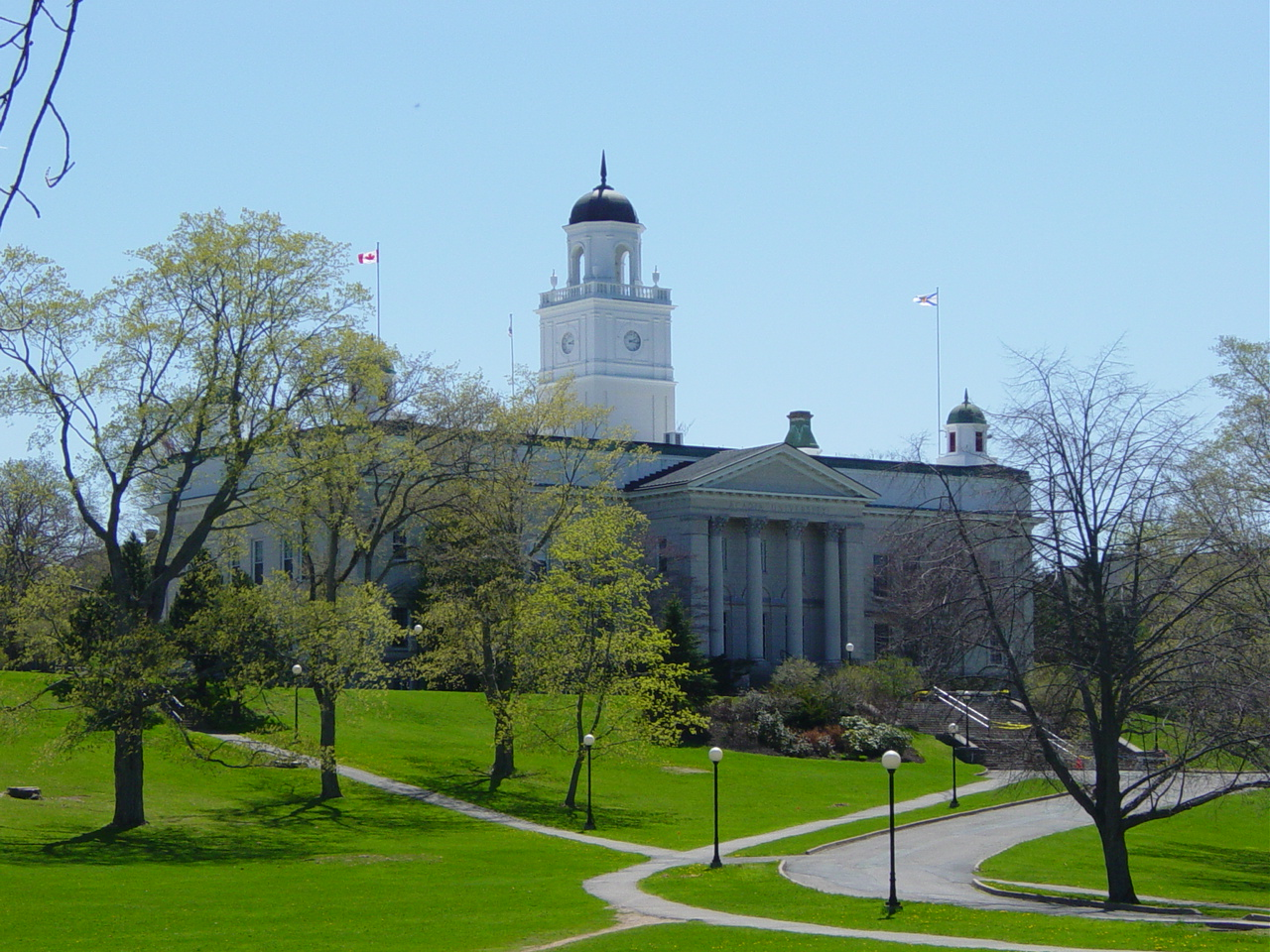
Die Acadia University in Wolfville

Wolfville ist ein beliebtes touristisches Ziel, einerseits wegen der einzigartigen Szenerie der Bay of Fundy, aber andererseits auch wegen der vielen kulturellen Veranstaltungen die von der Universität und der Stadt angeboten werden. Die Stadt konnte vor allem durch die alten viktorianischen Häuser ihren Charme bewahren, die teilweise in Bed-and-Breakfast-Unterkünfte umgewandelt wurden. In den 1970er Jahren wurde Wolfville zur atomfreien Zone deklariert.
Die Gemeinde liegt am Rande der Kulturlandschaft Grand Pré, einer UNESCO-Weltkulturerbestätte.

## Persönlichkeiten
- Mona Parsons (1901–1976), kanadische Widerstandskämpferin gegen die deutsche Besatzung der Niederlande während des Zweiten Weltkriegs. Wuchs in Wolfville auf und starb dort.